# Carl Edwards
Carl Edwards (Carl Michael Edwards, II) (Columbia, 15 agosto 1979) è un pilota automobilistico statunitense.
Corre per la scuderia Roush Fenway Racing nelle serie Sprint Cup e Nationwide del campionato statunitense NASCAR. Nella Sprint Cup Series Edwards gareggia con la Ford Fusion n°99, sponsorizzata da Fastenal, Kellogg's, Best Buy e UPS mentre nella Nationwide Series pilota la Ford Mustang N° 60. Vinse il campionato Busch Series nel 2007 e perse il titolo Sprint Cup Series del 2011 all'ultima gara.

## La carriera

### NASCAR

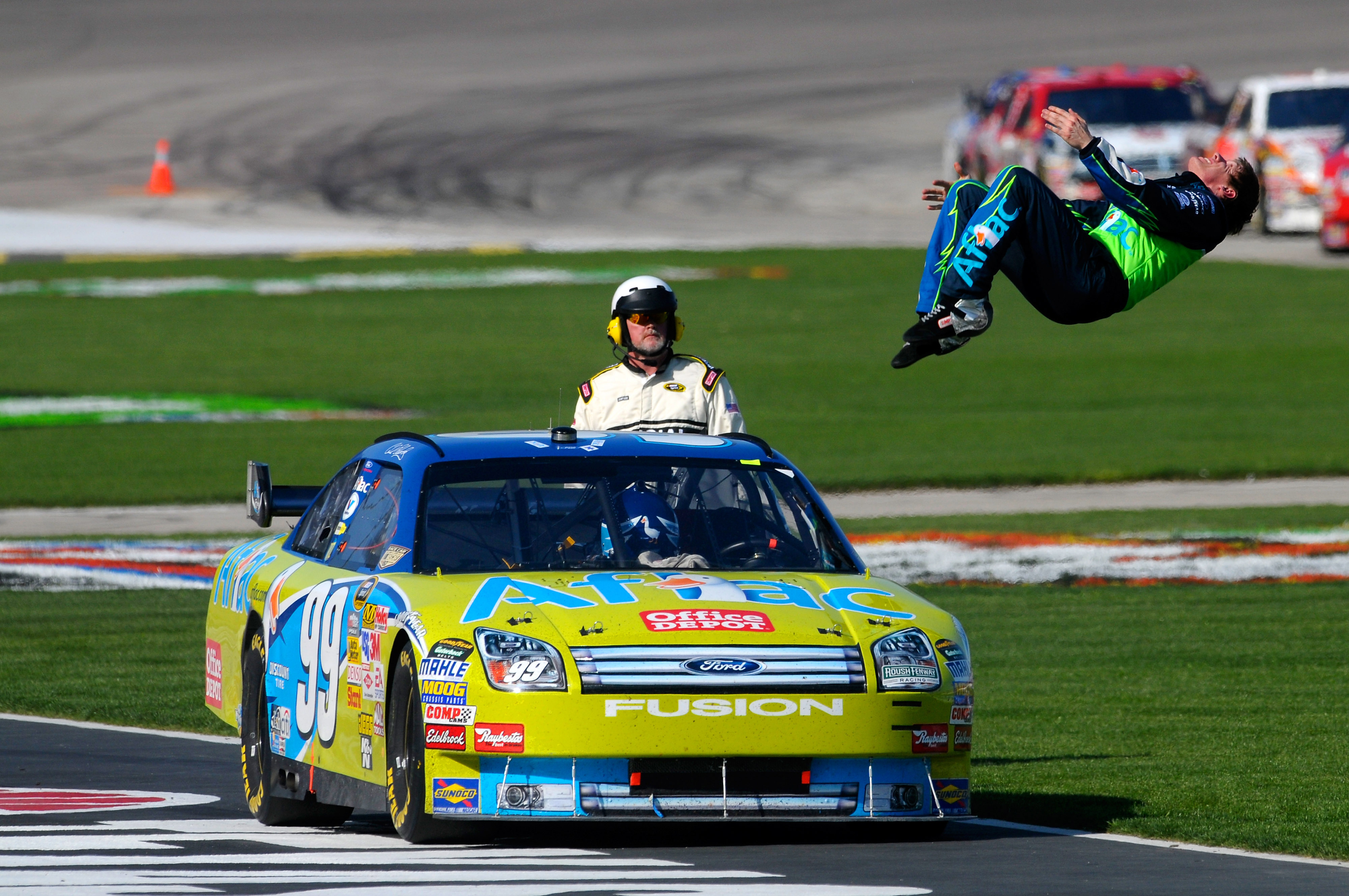
Edwards esegue un salto mortale indietro, dopo la vittoria sulla Texas Motor Speedway

La grande occasione per Edwards venne nel 2001, quando partecipò a sette competizioni della NASCAR Craftsman Truck Series con la scuderia MB Motorsports. Il suo miglior risultato nelle sette gare fu un ottavo posto alla Kansas Speedway. Partecipò anche ad una gara delle Busch Series per la scuderia Bost Motorsports arrivando trentottesimo nella gara tenutasi presso la Gateway International Raceway. Questo fu comunque abbastanza perché Jack Roush ne rimanesse impressionato ed Edwards divenne allora, nel 2003, un concorrente delle Truck Series a tempo pieno, pilotando il Ford F-150 n°99 sponsorizzato dalla Superchips. In più vinse l'onorificenza Rookie-of-the-Tear (esordiente dell'anno) con tre vittorie e finendo ottavo nella classifica a punti alla fine della stagione. Nel 2004 mise a segno altre 3 vittorie, incluse la Florida Dodge Dealers 250 (prima gara della stagione) presso la Daytona International Speedway una delle piste più prestigiose del circuito americano. Alla fine della stagione Edwards finì quarto ai punti. Nell'agosto del 2004 debuttò nelle NEXTEL Cup Series sostituendo Jeff Burton, che lasciò la scuderia, pilotando la Ford Taurus N° 99 della scuderia Roush Racing presso la Michigan International Speedway. Finì decimo. Continuò a pilotare la Ford N° 99 per il resto del campionato 2004 della NEXTEL Cup. Inoltre corse ancora una gara delle Busch Series, questa volta per la scuderia RAB Racing di Bobby Benton alla Bristol Motor Speedway con la sponsorizzazione della Mac Tools.

#### 2005
Nel 2005 Edwards diventò un pilota a tempo pieno sia nella NEXTEL Cup che nelle Busch Series. Aveva già vinto alcune corse in entrambe le categorie e ha fatto la storia via via che accumulava vittorie. Il 19 marzo 2005 Edwards vinse la Aaron's 312 all'Atlanta Motor Speedway ad Hampton, in Georgia, segnando la sua prima vittoria nelle Busch Series. Il giorno successivo, sulla stessa pista, vinse la sua prima gara nelle NEXTEL Cup Series, battendo Jimmie Johnson per due centesimi di secondo alla Golden Corral 500. Fino ad allora nessun pilota aveva mai vinto sia la Busch che la NEXTEL Cup Series nello stesso fine settimana ad Atlanta anche se, in precedenza, l'impresa era riuscita più volte ad altri piloti su altre piste. Inoltre Edwards è diventato il primo pilota nella storia della NASCAR a cogliere la sua prima vittoria in carriera sia nella Busch che nella Nextel Cup Series nello stesso weekend e divenne l'undicesimo pilota in tutta la storia della NASCAR a vincere delle gare in tutte le tre serie principali (Sprint Cup Series, Nationwide Series e Camping World Truck Series) della NASCAR stessa.
Il 12 giugno 2005 Edwards raccolse la sua seconda vittoria in NEXTEL Cup passando per primo sotto la bandiera a scacchi alla Pocono 500 sulla Pocono Raceway a Long Pond, Pennsylvania. Ad ogni modo fu un fine settimana un po' agrodolce per Edwards, perché la gara delle Busch Series sulla Nashville Superspeedway a Lebanon, Tennessee era stata rinviata per pioggia la notte precedente e riprogrammato per quel giorno. Ancora peggio, anche le qualifiche di quella gara erano state rimandate per pioggia e nella NASCAR quando le qualifiche vengono rinviate per pioggia la griglia di partenza di una gara viene stabilita in base ai punti che i piloti hanno in classifica generale. Attraverso questo processo Edwards ottenne la pole, ma Hank Parker Jr., che sostituiva Edwards, terminò la gara ottenendo solo il 20º posto (notare che la gara si teneva a 1300 km di distanza dalla pista dove Edwards aveva corso la sera prima). Dal momento che Edwards non aveva nemmeno iniziato la gara non gli venne assegnato nessun punto e di conseguenza scese di 74 punti nella classifica a punti delle Busch Series passando dalla prima alla quarta posizione in classifica generale a punti. Edwards non si riprese mai dalla gara mancata e finì la stagione terzo ai punti, inevitabilmente molto dietro al campione della serie Martin Truex, Jr..
Edwards ottenne la sua terza vittoria del 2005 il 30 ottobre nella Bass Pro Shops MBNA 500 sulla Atlanta Motor Speedway.

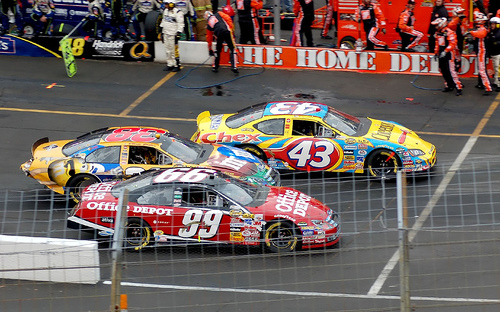
La N° 99 di Edwards in corsa alla fine della pit road.

Edwards raggiunge la sua quarta vittoria in Texas e diventa il decimo pilota in assoluto a vincere su quella pista ed il quinto a vincere lì con la Roush Racing. Avendo finito l'ultima parte della stagione 2004 con la vettura n°99 non poteva competere per il titolo di "Rookie of the Year" (Esordiente dell'anno) nella NEXTEL Cup, però riuscì ad ottenere il titolo di "Rookie of the Year" nelle Busch Series.

#### 2006
Nel 2006 Carl Edwards e la Roush Racing hanno fatto fatica a tenere il passo con la concorrenza. Edwards non vinse neanche una gara nel 2006. Il suo miglior risultato fu alla Michigan Speedway dove si piazzò secondo.

#### 2007
Il 18 maggio 2007 Edwards vinse la pole per la NEXTEL Open 2007 e, nonostante fosse stato in testa per quasi tutta la gara di 40 giri, scivolò al terzo posto negli ultimi giri, non riuscendo a cogliere la vittoria in questa gara speciale. Il 17 giugno 2007 Carl Edwards interruppe la sua serie di 52 gare senza vittorie nella Nextel Cup, vincendo la Citizens Bank 400. Poco dopo, il 23 luglio, si slogò un pollice in un tamponamento a catena di undici auto in una gara di auto "late model" sul Nebraska Raceway Park, vicino a Lincoln, Nebraska. Carl vinse la sua seconda gara della stagione 2007, e la sesta della sua carriera nella "Cup", vincendo la prestigiosa Sharpie 500 sulla Bristol Motor Speedway il 25 agosto. Durante l'intervista post-gara sulla "Victory Lane", Edwards commentò la gara dicendo: "Questa è la più grande vittoria della mia carriera". Al termine delle prime 26 gare, la "regular season" 2007, Edwards era sesto in classifica generale, con 3 372 punti, a 477 punti dal primo in classifica, Jeff Gordon. Edwards iniziò la "Chase for the Nextel Cup" 2007 al 4º posto, con 5 020 punti, sulla base delle sue due vittorie nella stagione 2007, conquistandosi un posto nella Chase dopo la sua vittoria alla Sharpie 500 a Bristol.
Edwards ha dovuto lottare nella "Chase" nonostante una vittoria, a Dover, durante la "Chase". La coppia Jimmie Johnson e Jeff Gordon, entrambi piloti della scuderia Hendrick Motorsports, dominò la "Chase for the Championship" vincendo sei delle 10 corse e finendo 1º e 2º nella classifica finale 2007. Edwards finì al nono posto in classifica finale 2007.

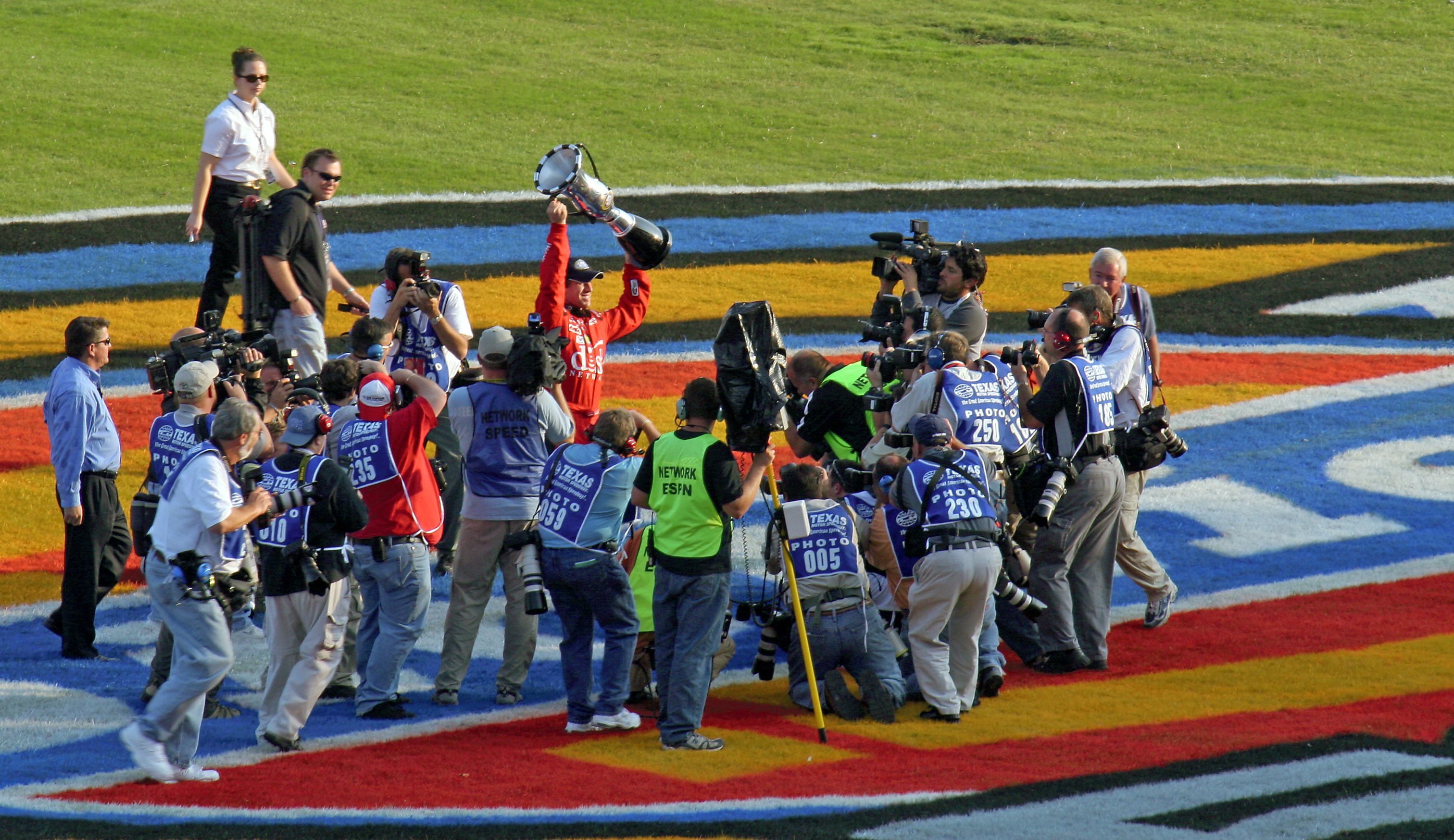
Edwards festeggia dopo aver vinto il campionato Busch Series 2007 dopo la O'Reilly Challenge, gara autunnale in Texas.

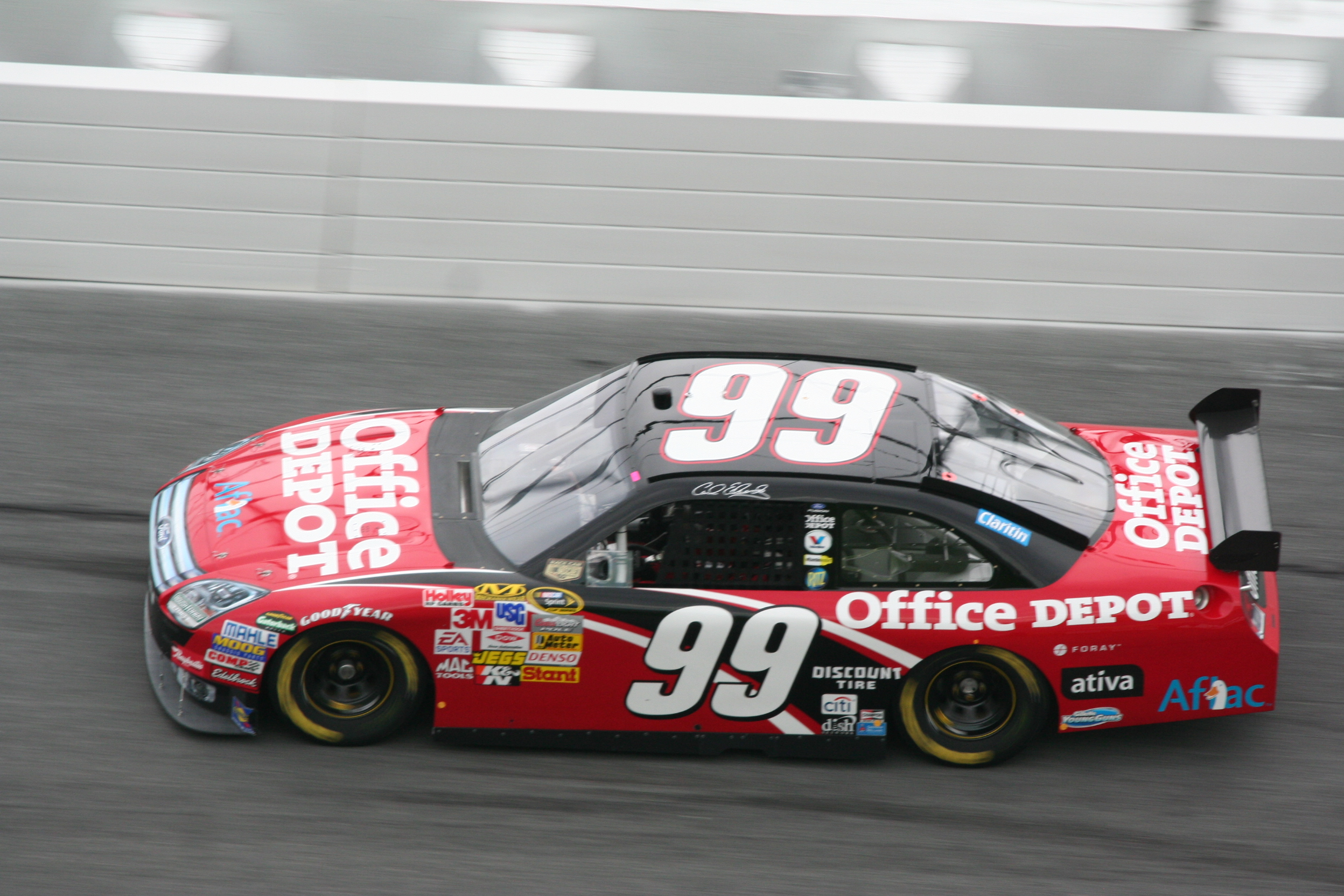
La vettura usata nella "Cup" nel 2008.

Il 3 novembre 2007 Edwards conquistò il suo primo campionato "NASCAR Busch Series" terminando all'11º posto alla O'Reilly Challenge. Ciò accade nonostante i problemi nella seconda metà della stagione delle "Busch Series". Edwards divenne in assoluto il 19º campione delle Busch Series nei 26 anni delle serie nell'epoca moderna.

#### 2008
Il 2008 è stato l'anno più forte per Edwards, che finì secondo dietro a Jimmie Johnson nelle Sprint Cup Series. Edwards vinse la Auto Club 500, la sua prima vittoria stagionale in Sprint Cup. La settimana seguente, Edwards vinse la UAW-Dodge 400, sulla Las Vegas Motor Speedway, le sue prime due vittorie di seguito dal 2005 quando vinse la Bass Pro Shops MBNA 500 sulla Atlanta Motor Speedway e la settimana dopo la Dickies 500 in Texas. Queste vittorie Edwards avrebbero poi fatto sì che Edwards si trovasse in testa alla classifica generale per la prima volta nella sua carriera.
Dopo la vittoria di Las Vegas, il 5 marzo 2008, la NASCAR penalizzò Edwards, il proprietario Jack Roush e il caposquadra Bob Osborne per delle violazioni trovato nell'ispezione post-gara. La vettura n°99 guidata da Edwards è risultata essere in violazione degli articoli 12-4-A, 12-4-Q e 20-2.1J del regolamento NASCAR 2008, nello specifico il coperchio del serbatoio dell'olio era stato tolto. Le violazioni sono state rilevate durante l'ispezione post-gara alla Las Vegas Motor Speedway il 2 marzo. Queste le sanzioni disposte dalla NASCAR: Edwards è stato multato di cento punti e privato dei dieci punti bonus guadagnati con la vittoria a Las Vegas, i quali sarebbero serviti per fargli guadagnare un posto nella "Chase for Championship". La Roush venne multata di cento punti ed Osborne venne sospeso per sei gare e multato di 100 000 dollari.
Quando Edwards era in testa alla Kobalt Tools 500, cercando la sua terza vittoria consecutiva, al giro 274 la sua auto iniziò a fumare e la sua squadra diagnosticò il problema in una rottura alla trasmissione. Edwards finì 42º. Il 7 aprile vinse la Samsung 500 sulla Texas Motor Speedway, quella fu la sua terza vittoria stagionale.
Il 2 maggio Edwards annunciò di avere firmato un contratto pluriennale per restare con la "Roush Fenway Racing". Venne anche annunciato che la Aflac sarebbe stata lo sponsor fisso della vettura n°99 nel 2009. Questo fu il più importante contratto di sponsorizzazione che la Roush Fenway Racing avesse mai firmato. Il 3 agosto, Carl ottenne la sua quarta vittoria della stagione nella NASCAR Sprint Cup vincendo a Pocono, dopo un rinvio per pioggia e dopo essere quasi rimasto a secco di carburante.

Il 17 agosto Carl Edwards dominò la "3M Performance 400" sulla Michigan International Speedway cogliendo la sua quinta vittoria stagionale e superando il suo record di vittorie in una singola stagione (quattro nel 2005). 

Il 24 agosto, Carl Edwards guadagnò un'altra vittoria vincendo la famosa Sharpie 500 alla Bristol Motor Speedway, seconda vittoria consecutiva e sua sesta stagionale.

Il 26 ottobre Edwards ottenne la sua settima vittoria stagionale vincendo la "Pep Boys Auto 500" ad Atlanta. 

Il 2 novembre Edwards raggiunse Kyle Busch in testa alla classifica piloti, vincendo la sua seconda Dickies 500 in Texas, sua ottava vittoria stagionale. Ora era dietro al leader Jimmie Johnson di soli 160 punti. Il 9 novembre, a Phoenix, Edwards arrivò quarto e la gara fu vinta da Johnson che in virtù della vittoria e del bonus di dieci punti per essere stato in testa per almeno un giro si portò avanti di 141 punti rispetto ad Edwards. Edwards vinse l'ultima gara della stagione in Florida portando a nove il suo record di vittorie in una singola stagione. Tuttavia questa vittoria non fu sufficiente per raggiungere in classifica Johnson, finito quindicesimo in quella gara, che rimase 69 punti sopra ad Edwards e vinse il titolo.

#### 2009
Nella stagione 2009 della NASCAR Sprint Cup Edwards fu sponsorizzato dalla Aflac, dalla Subway per tre gare e dalla Clarin per una gara. La sponsorizzazione della Office Depot (sponsor ufficiale della NASCAR dal 2005) andò a Tony Stewart e alla sua squadra, la Stewart Haas Racing. All'inizio della stagione molti giornalisti sportivi si aspettavano una lotta tra Edwards e Johnson per il titolo del campionato piloti.
Nella vettura n°99 sponsorizzata dalla Clarin, nell'ultimo giro della Aaron's 499, sulla pista di Talladega, il 26 aprile 2009 Edwards sopravvisse ad uno degli incidenti più violenti nella storia della NASCAR. Mentre era in testa sulla pista cosiddetta "tri-ovale", in curva 4, a poche centinaia di metri dal traguardo, Edwards andò a stringere la traiettoria su Brad Keselowski e involontariamente andò in testacoda. Il posteriore della sua vettura si sollevò in aria e colpì il cofano motore dell'auto di Ryan Newman, che sopraggiungeva in quel momento. La vettura di Edwards si sollevò in aria e, volando in testacoda, si schiantò sulle recinzioni di sicurezza davanti alle tribune degli spettatori. Edwards uscì illeso dalla macchina in fiamme e corse a tagliare, a piedi, il traguardo tra gli applausi della folla. Otto tifosi vennero feriti; il più grave fu una donna che riportò la frattura della mascella. Venne trasportata in elicottero all'ospedale più vicino. Per Edwards fu un'altra stagione senza vittorie; il suo migliore piazzamento fu un secondo posto sulla Pocono Raceway.
Invece nella NASCAR Nationwide Series, vinta da Kyle Busch, Edwards finì secondo e ottenne cinque vittorie, finendo 210 punti dietro il leader.

#### 2010
A fine giugno Edwards vinse la prima gara in assoluto delle "Nationwide Series" tenutesi sulla Road America, una delle poche piste non ovali su cui si corra una gara NASCAR). Poi ci fu una vittoria controversa alla prima gara della stagione delle Nationwide a Gateway, per una lotta per la vittoria contro Brad Keselowski all'ultima curva della corsa. Vinse la sua terza gara dell'anno in Nationwide sulla Texas Motor Speedway dopo aver dominato la gara ed un riavvio di corsa in cui fu accusato di falsa partenza da Kyle Busch. Avrebbe poi finito la stagione secondo in classifica piloti per il terzo anno di fila.
La stagione di Carl Edwards partì piano nel 2010. Appena prima della corsa di Daytona, a luglio, Edwards rischiava di non potere disputare la "Chase", perché era soltanto dodicesimo nella classifica a punti dei piloti. L'intero team Roush-Fenway prese la gara di Chicagoland come punto di svolta per l'organizzazione, gara in cui Edwards finì secondo dietro a David Reutimann. Le prestazioni di Edwards migliorarono da questo punto; ottenne la pole a Watkins Glen e a Richmond edottenne il bonus per maggior numero di giri in testa ad Atlanta e Richmond. Il 12 novembre Edwards infranse il record del giro più veloce della pista in qualifica sulla Phoenix International Raceway mettendo a segno la sua sesta pole in carriera. Carl vinse la Kobalt Tools 500 del 14 novembre 2010 con la sua Ford Fusion sponsorizzata dalla Aflac, interrompendo una serie di settanta gare senza vittorie in corso dalla Ford 400 del 2008, a Homestead. Il fine settimana successivo Carl Edwards si sarebbe qualificato secondo a Homestead, continuando a dominare e vincere la gara con il campione della stagione precedente, Jimmie Johnson, che finì secondo. L'ultima corsa della stagione portò Edwards ad essere quarto nella classifica generale dei piloti.

#### 2011
Il 6 marzo 2011 Carl vinse la Kobalt Tools 400, sulla Las Vegas Motor Speedway, a Las Vegas, sua unica vittoria nel 2011. Il 21 maggio 2011 Carl vinse la NASCAR Sprint All-Star Race, gara "di spettacolo" fuori campionato, in cui non vengono assegnati punti validi per la classifica generale. Per tutta la stagione Edwards corse con costanza e questo gli permise di partecipare alla "Chase for the Championship". Dopo la penultima gara del campionato era in testa alla classifica e Tony Stewart era il solo pilota ancora in lizza per il titolo 2011. Tagliò il traguardo della Ford 400, l'ultima gara del campionato, al secondo posto, dietro Tony Stewart. I due piloti conclusero, quindi, la stagione a pari punti (caso unico nella storia della Serie) e il titolo fu vinto da Stewart in virtù delle cinque vittorie ottenute in campionato contro la sola ottenuta da Edwards.
Il 4 agosto Edwards rinnovò il contratto con la Roush Fenway Racing.
Edwards ha partecipato anche a 33 delle 34 gare che componevano la Nationwide Series senza però potere competere per il campionato piloti in quanto iscritto al campionato piloti della Sprint Cup Series. A causa di una sovrapposizione delle gare Edwards fu costretto a saltare la "Bucyrus 200", che si correva sulla Road America, perché impegnato a correre in Sprint Cup sulla Infineon Raceway in California. Vinse in totale otto gare e, se fosse stato iscritto al campionato a punti, avrebbe permesso alla squadra di Jack Roush di vincere il titolo per squadre della Nationwide Series.

### Altre corse
Il 6 giugno 2007 Carl vinse la "2007 NEXTEL Prelude to the Dream" sulla Eldora Speedway. Il "Prelude" è una gara di vetture "dirt late model"organizzata in parte da Tony Stewart, proprietario della pista di Eldora, a favore della Victory Junction Gang Camp ed altre cause meritevoli. Più di venti piloti della NEXTEL Cup hanno partecipato alle "heat races" ed alle gare da trenta giri insieme ad altri piloti di altri campionati automobilistici. Edwards è partito secondo nella "30 giri" battendo sia Kyle Busch che Jeff Gordon.
Edwards ha partecipato alla "Race of Champions" 2008, sponsorizzata da Tanner Foust. Mentre nella gara individuale Edwards si è confrontato con il sette volte campione del mondo di Formula 1 Michael Schumacher, battendolo, nel turno successivo è stato sconfitto dal secondo classificato David Coulthard.

## Vita privata
Il 3 gennaio 2009 Carl Edwards ha sposato Katherine Downey, dottore in medicina fisica e specialista della riabilitazione. Il 24 febbraio 2010 Katherine ha dato alla luce la loro primogenita, Katherine Anne Edwards, nata a Columbia, MO. Il 4 maggio 2011 è arrivato il secondogenito, Michael Lee Edwards.
Edwards è un fan del wrestling, in particolare di WWE e il wrestler John Cena è uno dei suoi amici più cari. È stato ospite al "WWE Monday Night RAW" l'8 febbraio 2010.
Durante la settimana della Auto Club 500 Edwards ha partecipato alle registrazioni di un episodio della quinta stagione della serie televisiva prodotta dalla Fox "24", dove ha fatto da comparsa interpretando l'agente Jim Hill della Homeland Security, ("ministero della sicurezza della patria" statunitense).
Al di fuori delle piste Carl è stato occupato promuovere la sua nuova etichetta discografica, la Back40 Records, una società che aveva fondato con un amico delle scuole superiori a Columbia, in Missouri.
Edwards è un cugino di primo grado di Ken Schrader, altro pilota NASCAR, che disse furiosamente ad Edwards all'inizio della sua carriera di pilota di fare esperienza di "dirt track" (corse su piste ovali su terreno sterrato, molto popolari negli Stati Uniti) prima di andare alla Sprint Cup, consiglio che Edwards avrebbe preso successivamente. Alla luce di questa parentela Edwards è spesso definito come "Cousin Carl" (il cugino Carl). Edwards avrebbe dato un biglietto da visita ad altre squadre per i suoi servizi prima di ottenere un posto alla Roush Racing.
Edwards è apparso anche nel programma "The Price Is Right" (gioco a premi televisivo analogo all'italiano "Ok, il prezzo è giusto!"), dove ha presentato entrambi gli show della puntata del 10 novembre 2009. La puntata era a tema NASCAR con dei riferimenti alla Coca-Cola 600 ed alla Camping World in uno show e alla sua vettura da corsa, la Ford Fusion versione nordamericana, nel secondo.
Circolano voci non confermate secondo cui sarebbe cugino di Trent Edwards, quarterback dei Jacksonville Jaguars. Durante un'intervista con Dave Hollander di "AOL Sports" Hollander chiese se il cugino di Carl, Trent Edwards, avesse una sua stessa allergia. Dopo che Carl rispose "Il mio vecchio cugino Trent... ha probabilmente lo stesso tipo di cose che ho io" Randy Fuller (Senior Account Manager della "Roush Fenway Racing") disse di non sapere che Trent Edwards fosse cugino di Carl. In risposta Edwards disse: "Non lo è. Io vado solo per la mia strada".

### Un fisico atletico
Edwards è apparso sulle copertine di ESPN The Magazine e Men's Health senza maglietta, sfoggiando il suo corpo muscoloso. È apparso inoltre nello spot pubblicitario di Under Armour durante il Super Bowl XLII. Per un pilota NASCAR Edwards dedica molto tempo per scolpire il suo corpo, come le foto dei suoi addominali e pettorali dimostrano. Il 22 febbraio 2006 ha partecipato ad un episodio del "The Late Late Show with Craig Ferguson". Ferguson mostrò la copertina di febbraio di ESPN The Magazine dove Edwards appariava a torso nudo. Scherzando sul fatto che i suoi capezzoli sembravano molto decentrati, Ferguson ipotizzo che fosse a causa delle alte velocità a cui viaggiava spesso.
Edwards è popolare tra i suoi fan per celebrare le sue vittorie eseguendo un backflip appena sceso dall'auto (o camion), uno stile di esultanza che ha preso dal pilota di sprint car Tyler Walker. Cavalcando la popolarità delle celebrazioni di Edwards come suo "marchio di fabbrica", la Ford nel 2006 produsse vari spot pubblicitari sul "Disordine da Adrenalina Iperattiva", dove apparica un "giovane Carl" che eseguiva i suoi backflip nella culla, su un divano, e sul tavolo di visita di un medico.
Si dedica anche la ciclismo correndo fuoristrada per lunghe distanze.

## Aviazione
Secondo i registri della Federal Aviation Administration Edwards ha una licenza di pilota di linea per motori di diversa potenza. È autorizzato a pilotare jet Cessna Citation e possiede anche una licenza di pilota privato per velivoli monomotore.

## Gare Vinte

### Sprint Cup
2011
- Kobalt Tools 400 sulla Las Vegas Motor Speedway - 6 marzo 2011
- NASCAR Sprint All-Star Race sulla Charlotte Motor Speedway – 21 maggio 2011 (gara senza punti per i campionati piloti, squadre e costruttori)

2010
- Kobalt Tools 500 sulla Phoenix International Raceway - 14 novembre 2010
- Ford 400 sulla Homestead-Miami Speedway - 21 novembre 2010

2008
- Auto Club 500 sulla California Speedway - 25 febbraio 2008
- UAW-Dodge 400 sulla Las Vegas Motor Speedway - 2 marzo 2008
- Samsung 500 sulla Texas Motor Speedway - 6 aprile 2008
- Pennsylvania 500 sulla Pocono Raceway - 3 agosto 2008
- 3M Performance 400 Presented by Bondo sulla Michigan International Speedway - 17 agosto 2008
- Sharpie 500 sulla Bristol Motor Speedway - 23 agosto 2008
- Pep Boys Auto 500 sulla Atlanta Motor Speedway - 26 ottobre 2008
- Dickies 500 sulla Texas Motor Speedway - 2 novembre 2008
- Ford 400 sulla Homestead-Miami Speedway - 16 novembre 2008

2007
- Citizens Bank 400 sulla Michigan International Speedway - 17 giugno 2007
- Sharpie 500 sulla Bristol Motor Speedway - 25 agosto 2007
- Dodge Dealers 400 sulla Dover International Speedway - 23 settembre 2007

2005
- Golden Corral 500 sulla Atlanta Motor Speedway - 20 marzo 2005
- Pocono 500 sulla Pocono Raceway - 12 giugno 2005
- Bass Pro Shops MBNA 500 sulla Atlanta Motor Speedway - 30 ottobre 2005
- Dickies 500 sulla Texas Motor Speedway - 6 novembre 2005

### Nationwide Series
2011

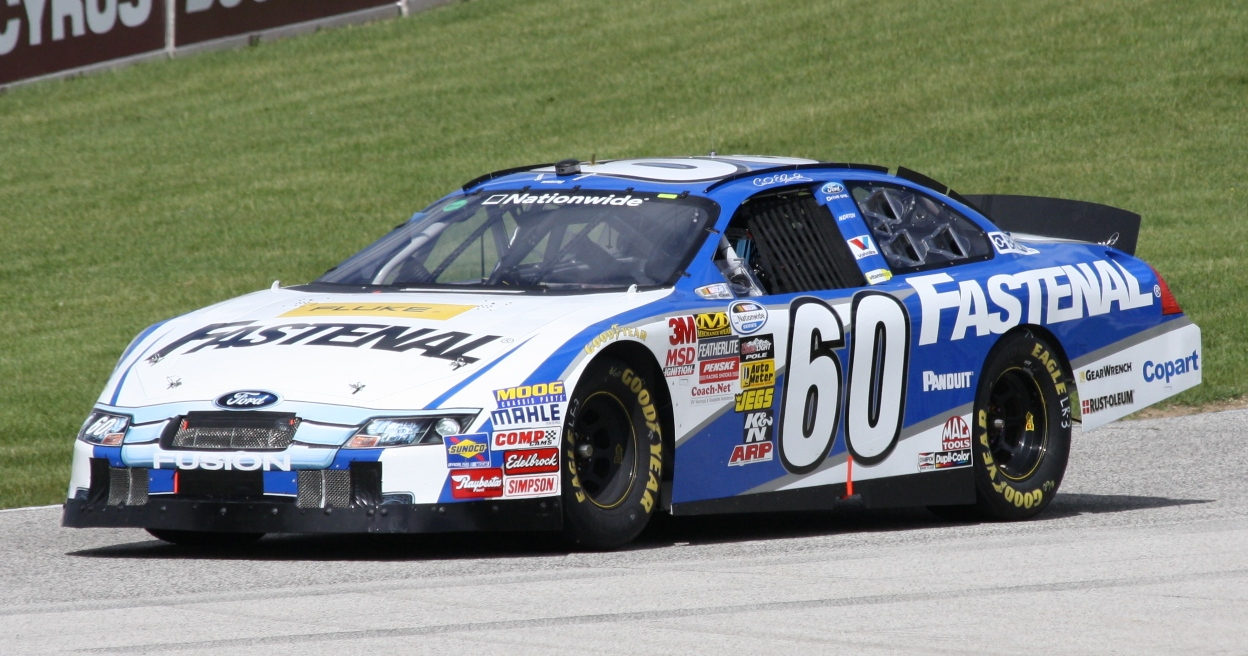
La vettura con cui ha vinto alla Road America nel 2010

- O'Reilly Auto Parts 300 sulla Texas Motor Speedway - 8 aprile 2011
- Nashville 300 sulla Nashville Superspeedway - 23 aprile 2011
- 5-hour Energy 200 sulla Dover International Speedway - 14 maggio 2011
- Alliance Truck Parts 250 sulla Michigan International Speedway - 18 giugno 2011
- Federated Auto Parts 300 sulla Nashville Superspeedway - 23 luglio 2011
- Great Clips 300 sulla Atlanta Motor Speedway - 3 settembre 2011
- OneMain Financial 200 sulla Dover International Speedway - 1º ottobre 2011
- Dollar General 300 Miles of Courage sulla Charlotte Motor Speedway - 14 ottobre 2011

2010
- Bucyrus 200 Presented by Menards sulla Road America - 19 giugno 2010
- Missouri-Illinois Dodge Dealers 250 sulla Gateway International Raceway - 17 luglio 2010
- O'Reilly Auto Parts Challenge sulla Texas Motor Speedway - 6 novembre 2010
- Wypall 200 Powered by Kimberly-Clark sulla Phoenix International Raceway - 13 novembre 2010

2009
- NorthernTool.com 250 sulla The Milwaukee Mile - 20 giugno 2009
- Kroger 200 sulla Indianapolis Raceway Park - 25 luglio 2009
- NAPA Auto Parts 200 Presented By Dodge sulla Circuit Gilles Villeneuve - 30 agosto 2009
- Virginia 529 College Savings 250 sulla Richmond International Raceway - 11 settembre 2009
- Able Body Labor 200 sulla Phoenix International Raceway - 14 novembre 2009

2008
- Camping World RV Rental 250 sulla The Milwaukee Mile - 21 giugno 2008
- Missouri-Illinois Dodge Dealers 250 sulla Gateway International Raceway - 19 luglio 2008
- Carfax 250 sulla Michigan International Speedway - 16 agosto 2008
- Emerson Radio 250 sulla Richmond International Raceway - 7 settembre 2008
- Kroger On Track For The Cure 250 sulla Memphis Motorsports Park - 25 ottobre 2008
- Hefty Odor Block 200 sulla Phoenix International Raceway - 8 novembre 2008
- Ford 300 sulla Homestead-Miami Speedway - 15 novembre 2008

2007
- Sharpie Mini 300 sulla Bristol Motor Speedway - 24 marzo 2007
- Pepsi 300 sulla Nashville Superspeedway - 7 aprile 2007
- Dover 200 sulla Dover International Speedway - 2 giugno 2007
- Federated Auto Parts 300 Presented by Dollar General sulla Nashville Superspeedway - 9 giugno 2007

2006
- Carquest Auto Parts 300 sulla Lowe's Motor Speedway - 27 maggio 2006
- Federated Auto Parts 300 sulla Nashville Superspeedway - 10 giugno 2006
- New England 200 sulla New Hampshire International Speedway - 15 luglio 2006
- Busch Silver Celebration 250 Presented by Shop 'n Save sulla Gateway International Raceway - 29 luglio 2006

2005
- Aaron's 312 sulla Atlanta Motor Speedway - 19 marzo 2005
- Funai 250 sulla Richmond International Raceway - 13 maggio 2005
- Meijer 300 presented by Oreo sulla Kentucky Speedway - 18 giugno 2005
- Ameriquest 300 sulla California Speedway - 3 settembre 2005
- Arizona 200 Presented by Walk the Line sulla Phoenix International Raceway - 12 novembre 2005

### Camping World Truck Series
2004
- Florida Dodge Dealers 250 sulla Daytona International Speedway - 13 febbraio 2004
- O'Reilly Auto Parts 250 sulla Kansas Speedway - 3 luglio 2004
- O'Reilly 200 presented by Valvoline Maxlife sulla Bristol Motor Speedway - 25 agosto 2004

2003
- Built Ford Tough 225 sulla Kentucky Speedway - 12 luglio 2003
- Power Stroke Diesel 200 sulla Indianapolis Raceway Park - 1º agosto 2003
- Federated Auto Parts 200 sulla Nashville Superspeedway - 8 agosto 2003

## Statistiche sulla carriera nella Sprint Cup della NASCAR
| Anno   | Gare | Vittorie | Pole | Top 5 | Top 10 | DNF | Media traguardo (Avg. Finish) | Media partenza (Avg. Start) | Vincite      | Posizione nella stagione | Scuderia/e          |
| ------ | ---- | -------- | ---- | ----- | ------ | --- | ----------------------------- | --------------------------- | ------------ | ------------------------ | ------------------- |
| 2004   | 13   | 0        | 0    | 1     | 5      | 2   | 18.6                          | 19.8                        | $ 1,410,570  | 37º                      | Roush Racing        |
| 2005   | 36   | 4        | 2    | 13    | 18     | 1   | 14.0                          | 18.9                        | $ 4,889,990  | 3º                       | Roush Racing        |
| 2006   | 36   | 0        | 0    | 10    | 20     | 3   | 15.3                          | 19.3                        | $ 4,578,930  | 12º                      | Roush Racing        |
| 2007   | 36   | 3        | 1    | 11    | 15     | 4   | 13.9                          | 16.8                        | $ 4,611,970  | 9º                       | Roush Fenway Racing |
| 2008   | 36   | 9        | 1    | 19    | 27     | 2   | 9.5                           | 12.3                        | $ 8,095,200  | 2º                       | Roush Fenway Racing |
| 2009   | 36   | 0        | 0    | 7     | 14     | 1   | 15.1                          | 19.7                        | $ 5,607,550  | 11º                      | Roush Fenway Racing |
| 2010   | 36   | 2        | 3    | 9     | 19     | 2   | 11.8                          | 15.2                        | $ 5,716,360  | 4º                       | Roush Fenway Racing |
| 2011   | 36   | 1        | 3    | 19    | 26     | 0   | 9.3                           | 9.4                         | $ 8,485,990  | 2º                       | Roush Fenway Racing |
|        |      |          |      |       |        |     |                               |                             |              |                          |                     |
| Totale | 260  | 19       | 10   | 89    | 144    | 15  | 13.4                          | 16.4                        | $ 43,396,560 |                          |                     |

 (Dati al 19 novembre 2011).